# Sean Edwards

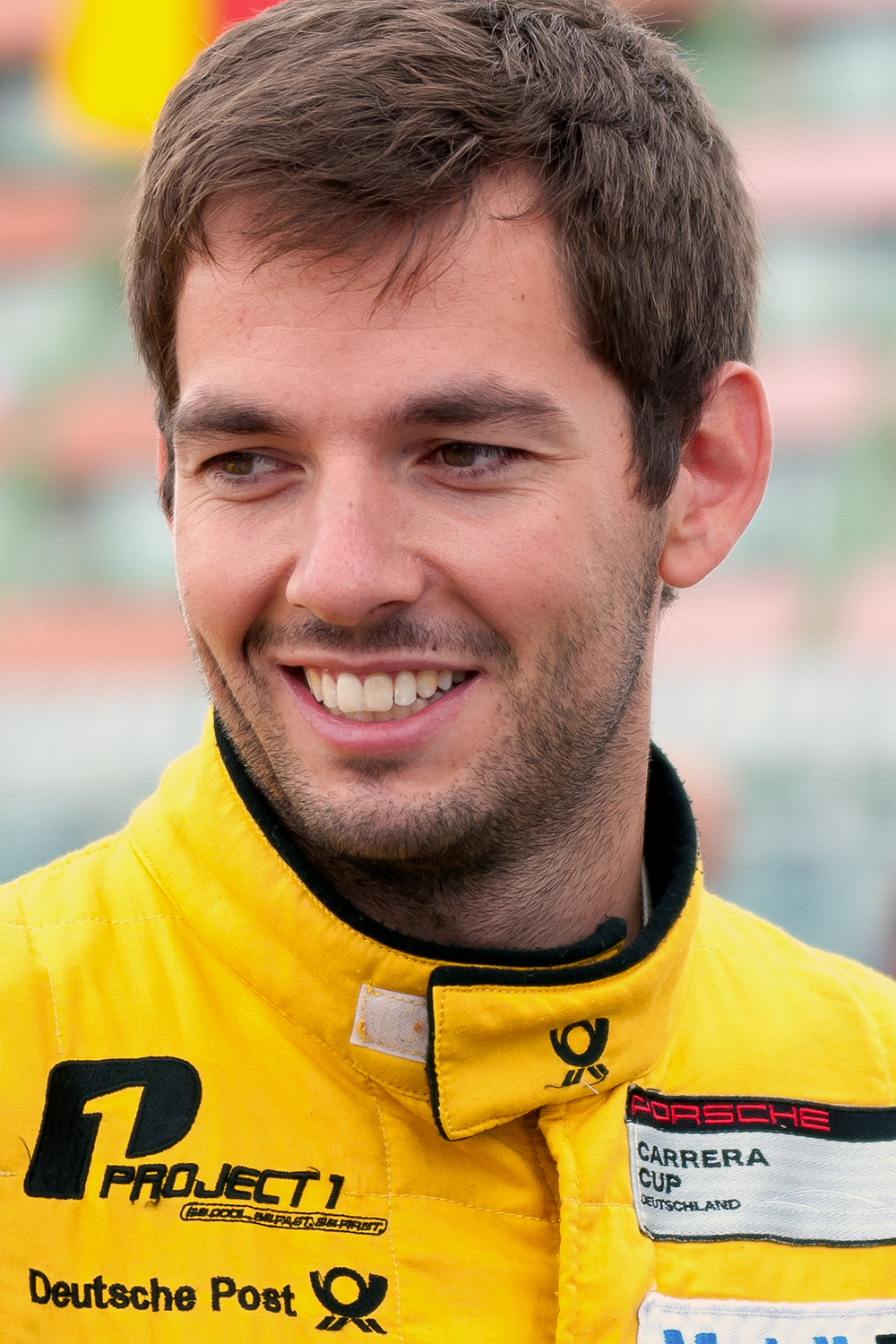
Sean Edwards in 2013.

Sean Lawrence Guy Edwards (Londen, 6 december 1986 – Willowbank, Australië, 15 oktober 2013) was een Brits autocoureur. Hij was de zoon van voormalig Formule 1-coureur Guy Edwards.

## Carrière
Edwards begon zijn autosportcarrière op elfjarige leeftijd in het karting, waar hij tot 2002 actief bleef. In 2003 stapte hij over naar het formuleracing, waar hij deelnam aan het Britse Formule Ford-kampioenschap, waar hij vierde werd. In 2004 eindigde hij als vijfde in de Formule Renault BARC en in 2005 ook als vijfde in de Britse GT.
Vanaf 2006 nam hij deel aan verschillende kampioenschappen, onder andere de FIA GT3, de Porsche Supercup en de American Le Mans Series. In mei 2013 won hij de 24 uur van de Nürburgring, zijn eerste grote overwinning in het endurance racing, in een Mercedes-Benz SLS AMG GT3, samen met Bernd Schneider, Jeroen Bleekemolen en Nicki Thiim.
In 2012 assisteerde Edwards bij de racescènes in de film Rush, geregisseerd door Ron Howard, over de strijd tussen Formule 1-coureurs James Hunt en Niki Lauda in het Formule 1-seizoen 1976. Ook speelde hij zijn vader Guy Edwards in enkele scènes, een van de coureurs die Lauda uit zijn brandende Ferrari haalde tijdens de Grand Prix van Duitsland.

## Overlijden
Op 15 oktober 2013 overleed Edwards tijdens een privésessie op Queensland Raceway in Willowbank, Australië. Edwards was de passagier en instructeur van Will Holzheimer, met wie hij in een Porsche 996 Supercup-auto verongelukte. Holzheimer werd zelf behandeld in het Royal Brisbane Hospital voor zijn verwondingen en verbrandingen. Op het moment van overlijden stond hij aan de leiding in de Porsche Supercup met nog twee races te gaan.